# Cestice
Cestice (in ungherese Szeszta) è un comune della Slovacchia facente parte del distretto di Košice-okolie, nella regione di Košice.